# Filipp Żmaczenko
Filipp Fieodosjewicz Żmaczenko (ros. Фили́пп Феодо́сьевич Жмаченко, ur. 14 listopada?/26 listopada 1895 we wsi Mogilno (obecnie wieś Poliśke w obwodzie żytomierskim), zm. 19 czerwca 1966 w Kijowie) – radziecki dowódca wojskowy, generał pułkownik, Bohater Związku Radzieckiego (1943).

## Życiorys
Urodził się w ukraińskiej rodzinie chłopskiej. W 1906 skończył szkołę wiejską, pracował przy remoncie kolei, w maju 1915 został powołany do rosyjskiej armii, uczestniczył w I wojnie światowej, od sierpnia 1915 walczył w batalionie pontonowym na Froncie Południowo-Zachodnim. W 1917 brał udział w wydarzeniach rewolucyjnych jako członek komitetu pułkowego delegatów żołnierskich i przewodniczący batalionowego komitetu żołnierskiego, w lipcu 1917 został na krótko aresztowany. W 1917 został członkiem partii bolszewickiej, w listopadzie 1917 wstąpił do Czerwonej Gwardii w Chocimiu, a w czerwcu 1918 do Armii Czerwonej, walczył w wojnie domowej przeciw niemieckim interwentom na Ukrainie, następnie Armii Czynnej Ukraińskiej Republiki Ludowej, wojskom Denikina, Wojsku Polskiemu i armii Nestora Machno. Od czerwca do listopada 1918 pracował w wydziale politycznym 17 Dywizji Piechoty, od listopada 1918 do lipca 1919 był przewodniczącym komitetu rewolucyjnego i zastępcą przewodniczącego wołyńskiej gubernialnej Czeki, od lipca do listopada 1919 dowódcą kompanii w 1 Ukraińskiej Dywizji Radzieckiej Szczorsa, a od listopada 1919 do lutego 1920 dowódcą batalionu w tej dywizji. Następnie dowodził batalionem w 47 i 7 Włodzimierskiej Dywizji Piechoty, 1920 został ciężko ranny i dostał się do polskiej niewoli, z której zbiegł. W końcu 1920 został instruktorem w 7 Włodzimierskiej Dywizji Piechoty, potem wojenkomem 56 i 62 pułków tej dywizji, 1922 skończył kursy wojennych komisarzy w Charkowie, 1923 Wyższą Szkołę Taktyczną, a 1926 kursy „Wystrieł”.
W latach 1923–1925 był wojenkomem 2 i 4 pułku 1 Dywizji Czerwonego Kozactwa, od sierpnia 1924 do listopada 1926 pomocnikiem komendanta szkoły czerwonych starszyn ds. politycznych w Charkowie, od listopada 1926 do listopada 1928 pomocnikiem dowódcy 69 pułku piechoty 23 Dywizji Piechoty, a od listopada 1928 do marca 1932 dowódcą-komisarzem 239 pułku piechoty 80 Dywizji Piechoty. Od marca 1932 do marca 1937 był dowódcą-wojenkomem 207 pułku piechoty 69 Dywizji Piechoty na Dalekim Wschodzie, od lipca 1937 do czerwca 1938 dowódcą 92 Dywizji Piechoty w Samodzielnej Dalekowschodniej Armii Czerwonego Sztandaru, w czerwcu 1938 został aresztowany i uwięziony, w lipcu 1939 zwolniony. Od listopada 1939 do września 1940 był szefem Wydziału 2, a od września 1940 do marca 1941 szefem Wydziału Przygotowania Bojowego Sztabu Charkowskiego Okręgu Wojskowego, w marcu 1941 został dowódcą 67 Korpusu Piechoty rozlokowanego pod Połtawą, od czerwca 1941 wraz z 67 Korpusem Piechoty brał udział w wojnie z Niemcami na Froncie Zachodnim, następnie na Froncie Centralnym w składzie 21 Armii. W lipcu-sierpniu 1941 dowodził 42 Dywizją Piechoty, od sierpnia do października 1941 ponownie 67 Korpusem Piechoty, od 13 października do listopada 1941 był naczelnikiem garnizonu Charkowa, a od listopada 1941 do lutego 1942 zastępcą dowódcy Frontu Briańskiego i dowódcą grupy wojsk prawego skrzydła tego frontu.
Od lutego do maja 1942 dowodził 3 Armią, od maja 1942 do września 1943 był zastępcą dowódcy 40 Armii Frontu Briańskiego, uczestniczył w woronesko-woroszyłowgradzkiej operacji obronnej, latem 1942 brał udział w walkach pod Starym Oskołem, w których został ciężko ranny. Od początku września do października 1943 dowodził 47 Armią, uczestniczył w czernihowsko-połtawskiej operacji strategicznej, od października 1943 do końca wojny dowodził 40 Armią na 1 i 2 Froncie Ukraińskim, brał udział w operacji żytomiersko-berdyczowskiej, korsuń-szewczenkowskiej, humańsko-botoszańskiej, jasko-kiszyniowskiej, bukaresztsko-aradzkiej, debreczyńskiej, budapeszteńskiej, bratysławsko-brnowskiej i praskiej. Po wojnie, 1945–1946 dowodził 40 Armią Odeskiego Okręgu Wojskowego, 1947 skończył Wyższe Kursy Akademickie przy Wojskowej Akademii Sztabu Generalnego, 1947-1951 był pomocnikiem głównodowodzącego Centralnej Grupy Wojsk w Austrii, 1951–1953 zastępcą dowódcy wojsk Białoruskiego Okręgu Wojskowego, a 1953-1955 I zastępcą dowódcy wojsk Karpackiego Okręgu Wojskowego. Był deputowanym do Rady Najwyższej ZSRR 2 kadencji (1946–1950). Został pochowany na Cmentarzu Bajkowa. Jego imieniem nazwano ulicę w Kijowie.

## Awanse
- Pułkownik (1936)
- Kombrig (17 lutego 1938)
- Generał major (9 listopada 1941)
- Generał porucznik (20 października 1943)
- Generał pułkownik (29 maja 1945)

## Odznaczenia
- Złota Gwiazda Bohatera Związku Radzieckiego (25 października 1943)
- Order Lenina (dwukrotnie)
- Order Czerwonego Sztandaru (czterokrotnie, m.in. 22 lutego 1938 i 28 kwietnia 1943)
- Order Suworowa I klasy (17 maja 1944
- Order Kutuzowa I klasy (28 kwietnia 1945)
- Order Bohdana Chmielnickiego I klasy (dwukrotnie - 10 stycznia 1944 i 13 września 1944)
- Order Czerwonej Gwiazdy
- Order „Znak Honoru” (1936)
- Komandoria Legii Zasługi (Stany Zjednoczone)

I medale.